# TT283
TT283 (Theban Tomb 283) è la sigla che identifica una delle Tombe dei Nobili ubicate nell'area della cosiddetta Necropoli Tebana, sulla sponda occidentale del Nilo dinanzi alla città di Luxor, in Egitto. Destinata a sepolture di nobili e funzionari connessi alle case regnanti, specie del Nuovo Regno, l'area venne sfruttata, come necropoli, fin dall'Antico Regno e, successivamente, sino al periodo Saitico (con la XXVI dinastia) e Tolemaico.

## Titolare
TT283 era la tomba di:
| Titolare              | Titolo                | Necropoli       | Dinastia/Periodo                    | Note |
| --------------------- | --------------------- | --------------- | ----------------------------------- | ---- |
| Roma, detto anche Roy | Primo Profeta di Amon | Dra Abu el-Naga | XIX dinastia (Ramses II - Sethy II) |      |

## Biografia
Unica notizia biografica ricavabile, da una nicchia scavata nel cortile antistante, il nome della moglie Tamut.

## La tomba
TT283 è prospiciente alla TT282, ed è costituita da un cortile colonnato, dall'area sepolcrale vera e propria, costituita da una tomba con la classica forma a "T" rovesciata delle sepolture di questo periodo, nonché dai resti di una piramide a base trapezoidale. Una corte colonnata, in cui si trovano testi molto danneggiati tra i quali è possibile leggere il nome della moglie del defunto, precede l'appartamento funerario dai dipinti parietali molto danneggiati in cui è possibile solo intuire la presenza di rappresentazione del defunto (?) dinanzi alla dea Hathor. Parte dei testi parietali, anche in copie, sono oggi conservati nel Philadelphia Museum of Art ove si trovano, peraltro anche mattoni provenienti dalla piramide (cat. 29.86.712). Dal corridoio perpendicolare alla sala trasversale iniziale, un passaggio immette nel corridoio della vicina TT282 ove vennero peraltro rinvenuti i frammenti di una stele e di rilievi pertinenti la TT283.

### Annotazioni
1. ↑  La numerazione dei locali e delle pareti segue quella di Porter e Moss 1927, p. 356.
2. ↑  La prima numerazione delle tombe, dalla numero 1 alla 252, risale al 1913 con l'edizione del "Topographical Catalogue of the Private Tombs of Thebes" di Alan Gardiner e Arthur Weigall. Le tombe erano numerate in ordine di scoperta e non geografico; ugualmente in ordine cronologico di scoperta sono le tombe dalla 253 in poi.
3. ↑  I campi della Duat, ovvero l'aldilà egizio, si trovavano, secondo le credenze, proprio sulla riva occidentale del grande fiume.
4. ↑  Nella sua epoca di utilizzo, l'area era nota come "Quella di fronte al suo Signore" (con riferimento alla riva orientale, dove si trovavano le strutture dei Palazzi di residenza dei re e i templi dei principali dei) o, più semplicemente, "Occidente di Tebe".
5. ↑  le Tombe dei Nobili, benché raggruppate in un'unica area, sono di fatto distribuite su più necropoli distinte.
6. ↑  Le note, sovente di inquadramento topografico della tomba, sono tratte, fino alla TT252, dal "Topographical Catalogue" di Gardiner e Weigall, ed. 1913 e fanno perciò riferimento alla situazione dell'epoca.

### Fonti
1. ↑  Gardiner e Weigall 1913.
2. ↑  Donadoni 1999,  p. 115.
3. ↑  Porter e Moss 1927, p. 365.
4. ↑  Porter e Moss 1927,  p. 365.
5. ↑  Porter e Moss 1927,  pp. 365-366.